# Phyllanthus tuerckheimii
Phyllanthus tuerckheimii är en emblikaväxtart som beskrevs av Grady Linder Webster. Phyllanthus tuerckheimii ingår i släktet Phyllanthus och familjen emblikaväxter. Inga underarter finns listade i Catalogue of Life.